# Referenda w Polsce

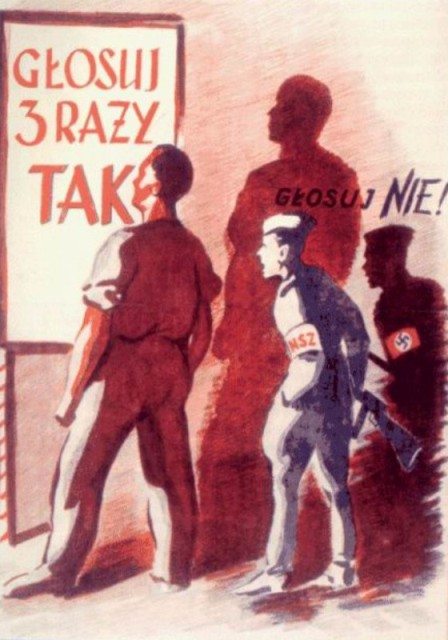
3 x tak

Pierwsze referendum w Polsce przeprowadzono w 1946 roku. W okresie międzywojennym nie odbywały się powszechne głosowania. Odbyły się za to plebiscyty w kwestiach przynależności państwowej określonych terytoriów po I wojnie światowej.

## Polska Rzeczpospolita Ludowa
Po II wojnie światowej w PRL odbyły się następujące referenda:
- 30 czerwca 1946 – referendum ludowe (3 x tak)
- 29 listopada 1987 – referendum w sprawie reform politycznych i gospodarczych.

## III Rzeczpospolita

### Referendum ogólnokrajowe
We współczesnej Polsce referendum zarządzane jest w sprawach dotyczących wszystkich obywateli przez Sejm lub przez prezydenta za zgodą senatu.
W przypadku referendum zwykłego, aby było wiążące, musi w nim wziąć udział więcej niż połowa uprawnionych do głosowania. Decyzja w referendum zostaje podjęta, gdy większość ważnych głosów jest pozytywna lub negatywna w odpowiedzi na postawione pytanie lub gdy jeden z wariantów proponowanych w referendum otrzymuje najwięcej ważnych głosów.
Wynik referendum w sprawie wyrażenia zgody na ratyfikację umowy międzynarodowej jest wiążący, jeśli w nim uczestniczy więcej niż połowa uprawnionych do głosowania. Jeśli większość ważnie oddanych głosów jest pozytywna, Prezydent Rzeczypospolitej uzyskuje zgodę na ratyfikację umowy międzynarodowej.
Przyjęcie zmian w konstytucji w referendum następuje, gdy większość głosujących opowiedziała się za tym.
W okresie III RP odbyły się następujące referenda ogólnokrajowe:
- 18 lutego 1996 – referendum na temat powszechnego uwłaszczenia
- 18 lutego 1996 – referendum o niektórych kierunkach wykorzystania majątku państwowego
  - Frekwencja wyniosła 32,44% (referendum ważne, lecz niewiążące). Odpowiedzi przedstawiały się następująco: pierwsze pytanie – 92,89% głosów na „TAK”, drugie pytanie – 93,70% głosów na „TAK”, trzecie pytanie – 72,52% głosów na „NIE”, czwarte pytanie – 88,30% głosów na „TAK”
- 25 maja 1997 – referendum nt. przyjęcia Konstytucji RP
  - Frekwencja wyniosła 42,86% (referendum ważne i wiążące). Na „TAK” oddano 52,70%, zaś na „NIE” – 45,90% głosów.
- 7-8 czerwca 2003 – referendum ws. akcesji Rzeczypospolitej Polskiej do Unii Europejskiej
  - Frekwencja wyniosła 58,85% (referendum ważne i wiążące). Za akcesją opowiedziało się 77,45% głosujących, przeciwko było 22,55% z nich.
- 6 września 2015 – referendum w sprawie wprowadzenia jednomandatowych okręgów wyborczych w wyborach do Sejmu, stosunku do dotychczasowego sposobu finansowania partii politycznych z budżetu państwa oraz interpretacji zasad prawa podatkowego
  - Frekwencja wyniosła 7,80% (referendum ważne, lecz niewiążące). Odpowiedzi przedstawiały się następująco: pierwsze pytanie – 78,75% głosów na „TAK”, drugie pytanie – 82,63% głosów na „NIE”, trzecie pytanie – 94,51% głosów na „TAK”.
- 15 października 2023 – referendum w sprawie wyprzedaży majątku państwowego podmiotom zagranicznym, podniesienia wieku emerytalnego, bariery na granicy Rzeczypospolitej Polskiej z Republiką Białorusi oraz przyjęcia tysięcy nielegalnych imigrantów z Bliskiego Wschodu i Afryki

Na 2005 było planowane kolejne referendum – tym razem w sprawie przyjęcia Konstytucji UE, ale w związku z odrzuceniem projektu traktatu w referendach we Francji i Holandii nie została podjęta decyzja o jego przeprowadzeniu.

### Referendum lokalne
W Polsce organizowane są także referenda lokalne w sprawach dotyczących tylko pewnych jednostek administracyjnych. Ich przedmiotem jest najczęściej odwołanie władz gminnych oraz ważne sprawy lokalne.
Referendum lokalne jest ważne, jeśli wzięło w nim udział co najmniej 30 procent uprawnionych do głosowania, a w przypadku referendum mającego na celu odwołanie organu jednostki samorządu terytorialnego pochodzącego z wyborów bezpośrednich, jest ważne, gdy w nim uczestniczy nie mniej niż 3/5 liczby biorących udział w wyborze tego organu. Referendum jest również wiążące, gdy za jednym z rozwiązań opowiedziała się więcej niż połowa głosujących.

## Frekwencja po 1989
| \| Rok \| Wybory \| Frekwencja \| \| ---- \| --------------------------- \| ---------- \| \| 1996 \| Referendum „uwłaszczeniowe” \| 32,40% \| \| 1996 \| Referendum „prywatyzacyjne” \| 32,44% \| \| 1997 \| Referendum konstytucyjne \| 42,86% \| \| 2003 \| Referendum akcesyjne \| 58,85% \| \| 2015 \| Referendum o JOWy \| 7,8%[2] \| \| 2023 \| Referendum \| 40,91%[3] \| |                             |            |
| Rok | Wybory                      | Frekwencja |
| 1996 | Referendum „uwłaszczeniowe” | 32,40%     |
| 1996 | Referendum „prywatyzacyjne” | 32,44%     |
| 1997 | Referendum konstytucyjne    | 42,86%     |
| 2003 | Referendum akcesyjne        | 58,85%     |
| 2015 | Referendum o JOWy           | 7,8%       |
| 2023 | Referendum                  | 40,91%     |